# لويس كارتييه
لويس كارتييه (بالفرنسية: Louis Cartier)‏ (1875–1942) هو صانع ساعات يد ورجل أعمال فرنسي مشهور عُرف عالميًا بتصميمه للساعات الباهظة الثمن والأنيقة. كان كارتييه متحمسًا لصناعة ساعات الجيب الميكانيكية، ورغم أن باتك فيليب أنتجت ساعة اليد الأولى عام 1868، إلا أن لويس كارتييه لعب دورًا في انتشارها بدلاً من ساعات الجيب التقليدية.
وفي عام 1904، طلب منه صديقه البرازيلي ألبرتو سانتوس-دومونت وهو من الرواد في الطيران، أن يصمم له ساعة يستخدمها أثناء رحلاته، حيث أن ساعات الجيب ليست ملائمة لتلك الظروف. صنع كارتييه له ساعة يد سانتوس، أصبحت أول ساعة يد رجالية، والتي عرضت ساعة يد سانتوس للبيع لأول مرة عام 1911.